# Beuyuk Khinisli
Beuyuk Khinisli est un village de la région de Şamaxı en Azerbaïdjan.

## Économie
La principale occupation de la population du village est l'agriculture et l'élevage.

## Population
Selon les statistiques de 2009, la population du village est de 412 personnes.

## Culture
Il y a une école secondaire, une école maternelle et une bibliothèque dans le village.